# 5613 Donskoj
5613 Donskoj eller 1976 YP1 är en asteroid i huvudbältet som upptäcktes den 16 december 1976 av den ryska astronomen Ljudmila Tjernych vid Krims astrofysiska observatorium på Krim. Den är uppkallad efter Dmitrij Donskoj.
Asteroiden har en diameter på ungefär fjorton kilometer och tillhör asteroidgruppen Themis.